# 도고촌 (후쿠이현 쓰루가군)
도고촌(東郷村)은 후쿠이현 쓰루가군에 설치되었던 촌이다. 현재의 쓰루가시 중심부의 동쪽 일대에 해당한다.